# キクチメガネ
株式会社キクチメガネ（英: KIKUCHIOPTICAL Co., Ltd. ）は、愛知県名古屋市を中心に眼鏡販売店キクチメガネを展開する企業である。

## 概要
1920年（大正9年）創業のメガネ専門店チェーン。東海地方中心に関東・関西に150店舗を展開している。キクチメガネの名は、創業者の出身地、熊本県菊池郡に由来する。
また、メガネの専門学校「キクチ眼鏡専門学校」の運営も行っている。

## 沿革
- 1920年（大正9年） - 創業者森文喜が愛知県名古屋市東区白壁町に菊池屋眼鏡店を創業[1]。
- 1948年（昭和23年） - 合資会社菊池眼鏡院に改組[1]。
- 1952年（昭和27年） - 株式会社に改組[1]。
- 1953年（昭和28年） - 本店を東区東片端に新築移転[1]。
- 1976年（昭和51年） - 株式会社キクチメガネに改称[1]。
- 1978年（昭和53年） - AJOCキクチ眼鏡専門学校開校[1]。
- 1979年（昭和54年） - JOA（日本オプトメトリック協会）設立[1]。
- 1990年（平成2年） - CI導入[1]。
- 2003年（平成15年） - 本社移転[1]。

## キクチ眼鏡専門学校
キクチ眼鏡専門学校（きくちめがねせんもんがっこう）は、キクチメガネが運営する専門学校。
キクチメガネ2代目社長でオールジャパンメガネチェーン初代理事長の森文雄によって1978年（昭和53年）に創設されたもので、日本で唯一の4年制のオプトメトリスト養成校である。

## 参考画像

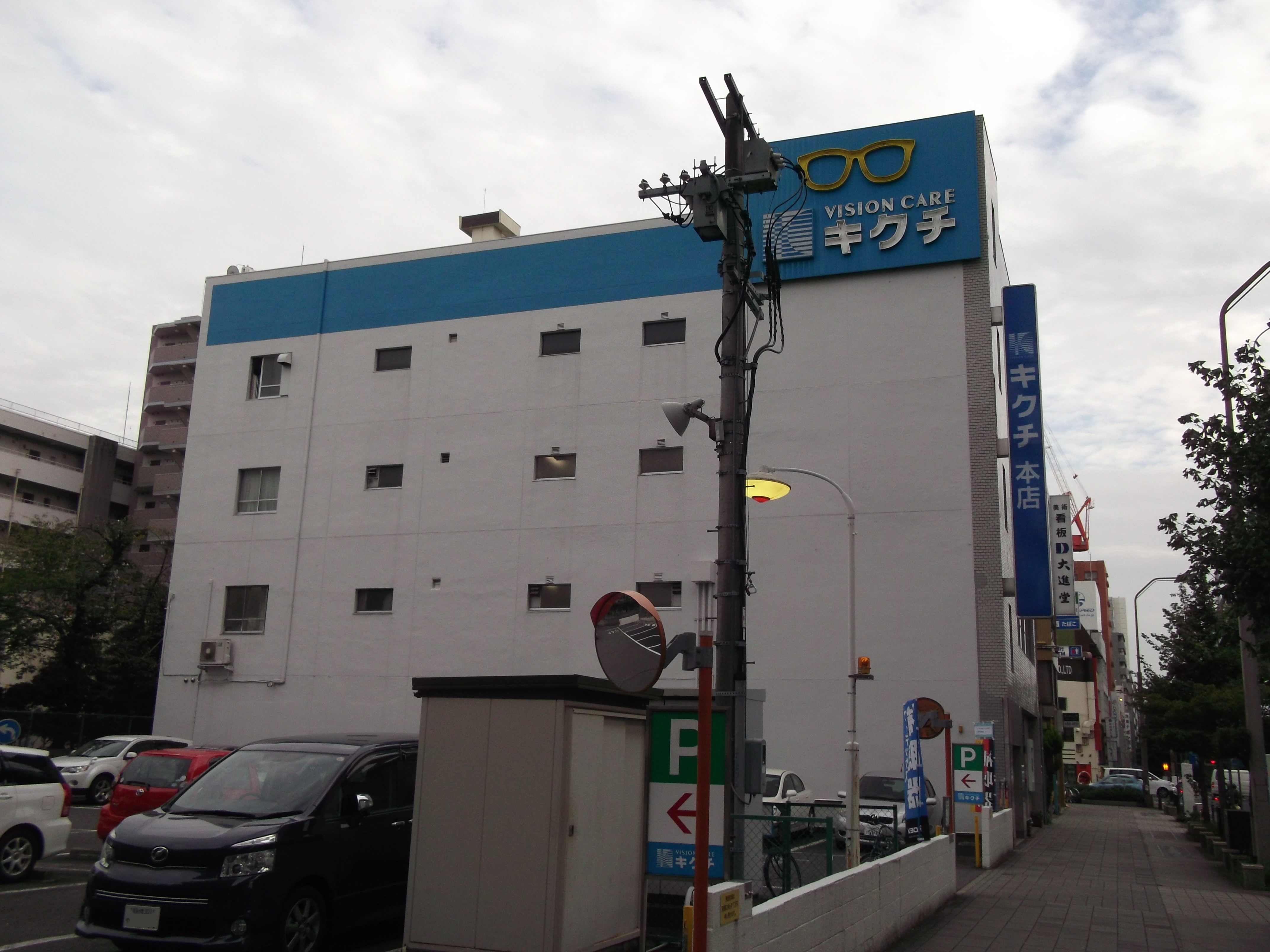
キクチメガネ本店